# يان مكدونالد (كاتب)
يان مكدونالد (بالإنجليزية: Ian McDonald)‏ (31 مارس 1960 في مانشستر - ) كاتب، وكاتب خيال علمي، وروائي من المملكة المتحدة.

## الجوائز
- Grand prix de l'Imaginaire [الإنجليزية]‏[12]
- Bob Morane Award  [لغات أخرى]‏[12]
- Locus Award for Best First Novel [الإنجليزية]‏
- Philip K. Dick Award [الإنجليزية]‏[12]
- Theodore Sturgeon Award [الإنجليزية]‏[12]
- BSFA Award for Best Novel [الإنجليزية]‏
- BSFA Award for Best Novel [الإنجليزية]‏
- جائزة هوغو لأفضل رواية
- جائزة جون دبليو كامبل التذكارية لأفضل رواية خيال علمي[12]
- BSFA Award for Best Novel [الإنجليزية]‏
- Grand prix de l'Imaginaire [الإنجليزية]‏
- Grand prix de l'Imaginaire [الإنجليزية]‏
- جائزة هوغو[12]
- جائزة لوكوس[12]
- جائزة الجمعية البريطانية للخيال العلمي  [لغات أخرى]‏[12]

## روابط خارجية
- يان مكدونالد على موقع IMDb (الإنجليزية)
- يان مكدونالد على موقع ميوزك برينز (الإنجليزية)